# Synodita
Synodita is een geslacht van kevers uit de familie bladkevers (Chrysomelidae).
De wetenschappelijke naam van het geslacht werd in 1875 gepubliceerd door Félicien Chapuis.

## Soorten
- Synodita abdominalis (Jacoby, 1891)
- Synodita borrei Chapuis, 1875
- Synodita flavicollis (Jacoby, 1886)
- Synodita impura (Blackburn, 1888)
- Synodita melanocephla (Fabricius, 1775)